# Річард Блюменталь
Річард Блюменталь (англ. Richard Blumenthal; нар. 13 лютого 1946, Бруклін, Нью-Йорк) — американський політик, є старшим сенатором США від штату Коннектикут (з 5 січня 2011), член Демократичної партії. Раніше він обіймав посаду генерального прокурора штату Коннектикут.

## Біографія
Здобув ступінь бакалавра мистецтв Гарвардського університету (1967), після чого деякий час вчився в Кембриджському університеті (1967–1968). Закінчив Єльський університет (доктор права, 1973), де також був редактором головний Yale Law Journal, був однокурсником майбутнього президента Білла Клінтона і майбутнього держсекретаря Гілларі Клінтон.
Служив у морській піхоті США (1970–1976); помічник Білого дому (1969–1970); помічних судді Верховного суду США (1974–1975); помічник сенатора США з правових питань (1975–1976); прокурор Коннектикуту (1977–1981), юрист; член Палати представників Коннектикуту (1984–1987); член Сенату Коннектикуту (1987–1990); генеральний прокурор Коннектикуту (1991–2010).

## Позиція щодо Північного потоку-2
У січні 2022 проголосував проти проєкту санкцій для газогону «Північний потік-2» як засобу запобігання російському вторгненню в Україну.

## Нагороди
- Орден князя Ярослава Мудрого II ст. (Україна, 4 вересня 2023) — за вагомий особистий внесок у зміцнення міждержавного співробітництва, підтримку державного суверенітету та територіальної цілісності України, популяризацію Української держави у світі[6]